# Корте Реал, Мигель

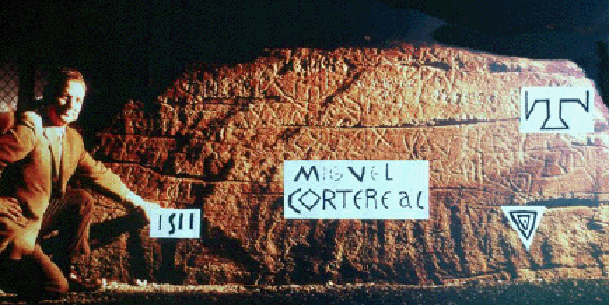
Профессор Э. Делабарре, декан факультета психологии Университета Брауна, указывает на дату 1511 год и надпись Miguel Corte-Real, высеченные на скале Дайтон, которые он обнаружил 2 декабря 1918 г.

Миге́ль Ко́рте Реа́л (порт. Miguel Corte-Real; ок. 1448, Португалия — 1502) — португальский мореплаватель, исследователь. Один из немногих, пытавшихся найти Северо-Западный проход.
Сын португальского мореплавателя Жуана Кортириала, в 1472 году открывшего далеко на западе от Азорских островов «Новую землю трески» (Terra do Bacalhau), с которой некоторые отождествляют Ньюфаундленд. Достоверно известно, что он вместе с братом Гашпаром сопровождал отца в его полулегендарном плавании к «Земле трески» (Ньюфаундленд) в 1470-х годах. Некоторые полагают, что он был первым европейцем, достигшим американских берегов за двадцать лет до Христофора Колумба и Себастьяна Кэбота.
В 1501 году вместе с братом Гашпаром на трёх каравеллах отправился на поиски Северо-западного прохода снова. Достиг вместе с ним, по-видимому, Лабрадора, где поймал шесть десятков туземцев, которых Мигель на двух кораблях привёз в Португалию и продал в рабство.
В мае 1502 года, узнав об исчезновении брата Гашпара, с двумя или тремя кораблями вышел в море в северо-западном направлении от Азорских островов. Поиски не увенчались успехом. В то же время одновременно Мигель открыл новую землю (возможно — побережье Северной Америки). Во время возвращения на родину корабль Мигеля отстал и пропал без вести при необъяснимых обстоятельствах.
Существует предположение, что он разбился у берегов Новой Англии и был спасен индейцами народа вампаноаги. На это якобы указывает надпись, высеченная на Дайтонской скале, прочитанная профессором Э. Делабарре, деканом факультета психологии Университета Брауна 2 декабря 1918 года как MIGUEL CORTEREAL v[oluntate] DEI hic DUX IND[iorum] 1511.